# Цифрові права
Цифрові права — сукупність прав людини, які застосовуються в цифровому просторі та забезпечують захист свободи, приватності, безпеки і доступу до інформації та послуг в інтернеті й інших цифрових середовищах.

## Визначення
Цифрові права охоплюють низку основних свобод і гарантованих можливостей, що реалізуються через використання цифрових технологій.

## Основні складові

### Право на доступ до Інтернету
Право на рівний і недискримінаційний доступ до глобальної мережі, включно з доступом до інфраструктури та можливістю обирати провайдера.

### Право на приватність і захист персональних даних
Гарантія контролю над обробкою особистої інформації, зокрема право вимагати видалення даних («право бути забутим») та отримувати повідомлення про витоки.

### Право на свободу вираження поглядів
Можливість вільно обмінюватися думками та інформацією без необґрунтованого втручання держави або приватних структур.

### Право на інформаційну самовизначеність
Право дізнаватися, яким чином автоматизовані системи приймають рішення, запитувати пояснення і оскаржувати алгоритмічні рішення.

### Право на участь в електронній демократії
Гарантія доступу до електронного урядування, онлайн-консультацій, електронного голосування та подання електронних петицій.

### Право на креативність і інтелектуальну власність
Захист авторських прав на цифровий контент та можливість законно поширювати твори під відкритими ліцензіями.

## Правове регулювання
- Глобальна хартія Інтернету (The Global Network Initiative, 2014)
- Загальний регламент захисту даних ЄС (GDPR, 2016)
- Рекомендації ООН із прав людини в цифровому середовищі (2021)

В Україні:
- Закон «Про захист персональних даних» (2010)
- Проєкт закону «Про цифрові права» (2025)[3]

## Виклики та проблеми
- Цифровий розрив між містом і селом, різними соціальними групами
- Масове спостереження та цензура в інтернеті
- Порушення алгоритмічної справедливості (див. Алгоритмічна упередженість)
- Загрози кібербезпеці критичної інфраструктури